# Самково (Красноярский край)
Самково — деревня в Казачинском районе Красноярского края. Входит в состав Галанинского сельсовета.

## География
Расположена на правом берегу реки Хаус, вблизи места впадения её в реку Енисей, к востоку от автодороги 04К-044. Абсолютная высота — 93 метра над уровнем моря.
Климат
Климат характеризуется как резко континентальный, с продолжительной морозной зимой и коротким тёплым летом. Среднегодовая температура воздуха составляет −1,9°С. Средняя температура воздуха самого тёплого месяца (июля) составляет 20 °C (абсолютный максимум — 37 °C); самого холодного (января) — −18 °C (абсолютный минимум — −59 °C). Среднегодовое количество атмосферных осадков составляет 501 мм.

## История
В 1926 году в деревне Самкова имелось 18 хозяйств и проживало 92 человека (50 мужчин и 42 женщины). В национальном составе населения того периода преобладали русские. В административном отношении входила в состав Челноковского сельсовета Казачинского района Красноярского округа Сибирского края.

## Население
| 2010 |
| ---- |
| 0    |